# Sylmar
Sylmar es un barrio suburbano de la ciudad de Los Ángeles, California, Estados Unidos, ubicado en el Valle de San Fernando.

## Demografía
Su población en 2008 era de 79,614 personas. Con más de 12.4 millas cuadradas, Sylmar tiene una densidad poblacional de 5,587 por milla cuadrada, convirtiéndolo en uno de los barrios menos densos de Los Ángeles.
Según datos de la Oficina del Censo de los Estados Unidos, la población de origen latino o hispana es de alrededor del 70% de la población, mientras que los anglosajones el 20%. Los afroamericanos y asiáticos sólo conforman el 4.1% y 3.4% respectivamente.

## Historia

### Terremoto de 1971
A las 6:01 AM, un terremoto de magnitud 6.6 estremeció Sylmar, ubicado justo bajo el barrio. Conocido como el terremoto de San Fernando o el terremoto de Sylmar, causó la muerte de 65 personas y más de $500 millones en daños. La mayoría de las personas fallecidas ocurrieron en el hospital de los veteranos ubicado en el extremo norte de la calle Sayre y otros muertos en el Olive View-UCLA Medical Center.

### Terremoto de 1994
En el terremoto de Northridge de 1994, aunque no se centró en Sylmar, el barrio tuvo serios daños y muertes. Entre los daños provocados por el terremoto se incluye a varias casas móviles y el colapso de la Autopista Golden State y la Autopista Antelope Valley, ahora llamadas como Clarence Wayne Dean Memorial Interchange en honor a un policía que no vio el puente caído y murió al caer.

## Incendios forestales de 2008

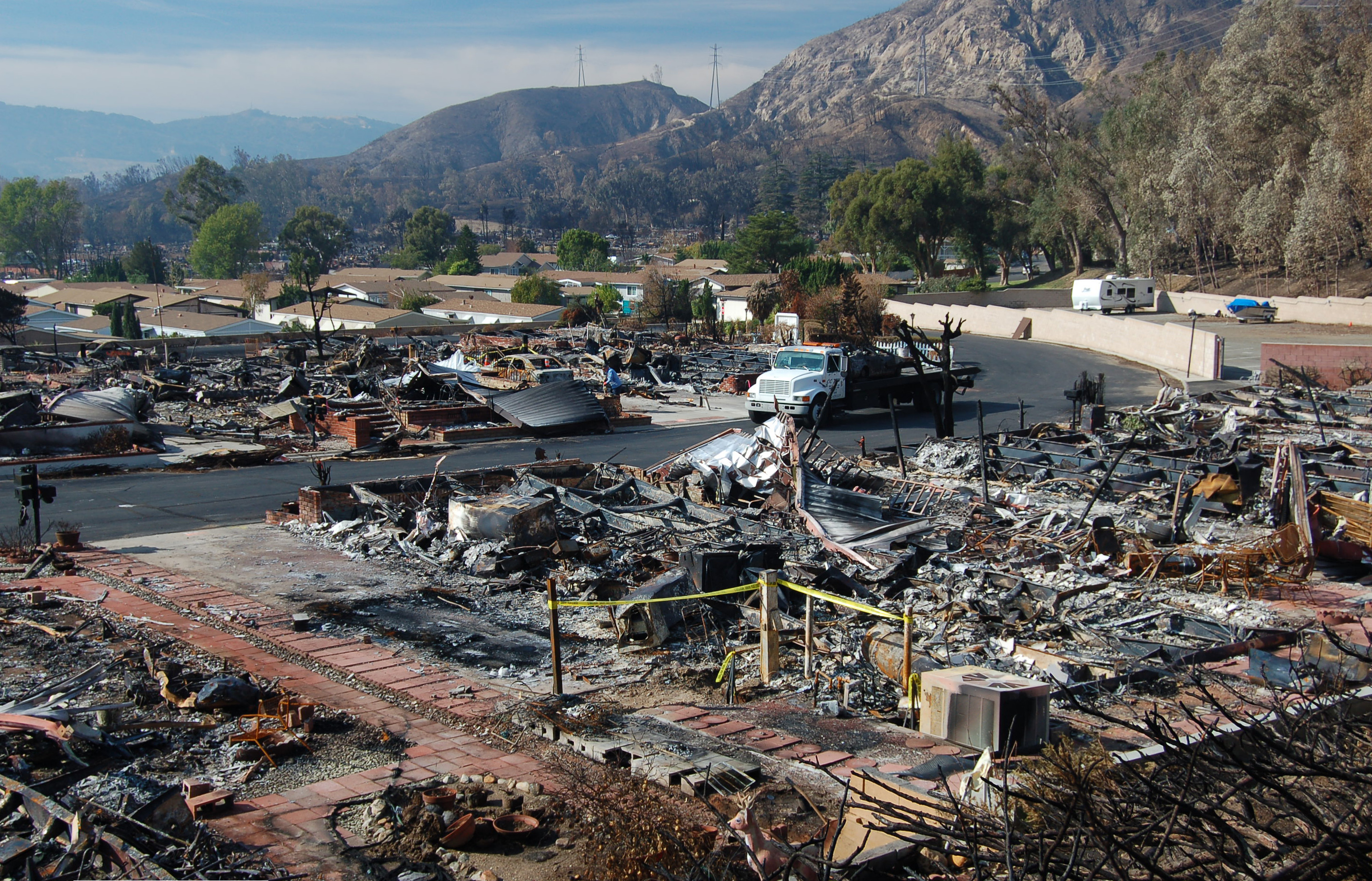
Los restos del parque móvil de Oakridge en Sylmar. 480 de las 600 casas móviles se quemaron.

Un masivo incendio, conocido como el incendio de Sayre, inició el 14 de noviembre de 2008, quemando las colinas de Sylmar y destruyendo más de 500 residencias, la mayoría de ellas en el parque móvil Oakridge. El incendio quemó más de 11,000 acres.

## Transporte
Sylmar se encuentra ubicada al noroeste de la ciudad de Los Ángeles. El barrio es accesado por la Autopista Golden State (Interestatal 5) y Foothill Freeway (Interestatal 210). El extremo sur de la Autopista Antelope Valley (SR 14) se encuentra en el sur de Sylmar. Sylmar se encuentra ubicada al oeste de la Interestatal 5, en el norte y este por las Montañas de San Gabriel, y al sur por la ciudad de San Fernando.  Granada Hills colinda al oeste y Mission Hills en el suroeste. Las principales calles son Foothill Boulevard, San Fernando Road, Bradley Avenue, Glenoaks Boulevard, Roxford Street, Polk Street y Laurel Canyon Boulevard.

## Educación
Sylmar se encuentra dentro del Distrito Escolar Unificado de Los Ángeles.
- Sylmar Elementary School
- Dyer Street Elementary School
- El Dorado Avenue Elementary School
- Harding Street Elementary School
- Herrick Avenue Elementary School
- Hubbard Street Elementary School
- Osceola Street Elementary School
- Gridley Street Elementary School
- Sylmar High School

### Escuelas privadas
- Light & Life Christian School,
- St. Didacus Elementary School,
- Los Angeles Lutheran High School
- Hathaway-Sycamores Village NPS,
- First Lutheran High School,
- Sunland Christian School,
- Our Lady of Victory,
- Poverello of Assisi Preschool

### Universidades
- Los Angeles Mission College

### Bibliotecas
La Biblioteca Pública de Los Ángeles opera la Sylmar Branch Library ubicada en la esquina de la calle Polk y Glenoaks Blvd.